# CONCACAF Champions' Cup 1988
La CONCACAF Champions' Cup 1988 è stata la 24ª edizione della massima competizione calcistica per club centronordamericana, la CONCACAF Champions' Cup.

## Nord/Centro America

### Preliminari
| Squadra 1         | Totale | Squadra 2        | Andata | Ritorno |
| ----------------- | ------ | ---------------- | ------ | ------- |
| Monarcas Morelia  | 11 - 0 | Coke Milpross    | 9 - 0  | 2 - 0   |
| Leslie Verdes     | 2 - 14 | Cruz Azul        | 0 - 2  | 2 - 12  |
| C.D. Plaza Amador | 1 - 4  | L.D. Alajuelense | 0 - 2  | 1 - 2   |

### Primo turno

#### Nord
| Squadra 1            | Totale | Squadra 2            | Andata | Ritorno |
| -------------------- | ------ | -------------------- | ------ | ------- |
| Cruz Azul            | 9 - 0  | Seattle Mitre Eagles | 9 - 0  | 0 - 0   |
| Washington Diplomats | 2 - 4  | Monarcas Morelia     | 1 - 2  | 1 - 2   |

- Monarcas Morelia e Cruz Azul avanzano al quarto turno.

#### Centro
Città del Guatemala
| Squadra             | G | V | N | P | GF | GS | DR | Pti |
| ------------------- | - | - | - | - | -- | -- | -- | --- |
| 1. L.D. Alajuelense | 3 | 2 | 1 | 0 | 4  | 2  | +4 | 5   |
| 2. C.D. Marathón    | 3 | 2 | 0 | 1 | 3  | 1  | +2 | 4   |
| 3. CSD Municipal    | 3 | 1 | 1 | 1 | 4  | 4  | 0  | 3   |
| 4. C.D. Águila      | 3 | 0 | 0 | 3 | 2  | 6  | -4 | 0   |

| Squadra 1        | Risultato | Squadra 2        |
| ---------------- | --------- | ---------------- |
| L.D. Alajuelense | 2 - 1     | C.D. Águila      |
| CSD Municipal    | 0 - 2     | C.D. Marathón    |
| C.D. Marathón    | 1 - 0     | C.D. Águila      |
| CSD Municipal    | 0 - 2     | L.D. Alajuelense |
| L.D. Alajuelense | 1 - 0     | C.D. Marathón    |
| CSD Municipal    | 3 - 1     | C.D. Águila      |

- L.D. Alajuelense e Marathon avanzano al Terzo turno.

### Secondo turno

#### Centro
Tegucigalpa
| Squadra                 | G | V | N | P | GF | GS | DR | Pti |
| ----------------------- | - | - | - | - | -- | -- | -- | --- |
| 1. C.D. Olimpia         | 3 | 2 | 1 | 0 | 6  | 2  | +4 | 5   |
| 2. Aurora F.C.          | 3 | 1 | 2 | 1 | 4  | 2  | +2 | 4   |
| 3. Club Deportivo FAS   | 3 | 0 | 2 | 1 | 4  | 6  | -2 | 2   |
| 4. Municipal Puntarenas | 3 | 0 | 1 | 2 | 2  | 6  | -4 | 1   |

| Squadra 1            | Risultato | Squadra 2            |
| -------------------- | --------- | -------------------- |
| Aurora F.C.          | 2 - 0     | Municipal Puntarenas |
| C.D. Olimpia         | 2 - 0     | Club Deportivo FAS   |
| Municipal Puntarenas | 2 - 2     | Club Deportivo FAS   |
| C.D. Olimpia         | 1 - 1     | Aurora F.C.          |
| Aurora F.C.          | 1 - 1     | Club Deportivo FAS   |
| C.D. Olimpia         | 2 - 0     | Municipal Puntarenas |

- C.D. Olimpia and Aurora F.C. avanzano al Terzo turno.

### Terzo turno

#### Centro
Tegucigalpa
| Squadra             | G | V | N | P | GF | GS | DR | Pti |
| ------------------- | - | - | - | - | -- | -- | -- | --- |
| 1. L.D. Alajuelense | 3 | 1 | 2 | 0 | 4  | 2  | +2 | 4   |
| 2. C.D. Olimpia     | 3 | 1 | 2 | 0 | 3  | 1  | +2 | 4   |
| 3. Aurora F.C.      | 3 | 0 | 3 | 0 | 1  | 1  | 0  | 3   |
| 4. CD Marathón      | 3 | 0 | 1 | 2 | 0  | 4  | -4 | 1   |

| Squadra 1        | Risultato | Squadra 2        |
| ---------------- | --------- | ---------------- |
| C.D. Olimpia     | 0 - 0     | Aurora F.C.      |
| CD Marathón      | 0 - 2     | L.D. Alajuelense |
| C.D. Olimpia     | 1 - 1     | L.D. Alajuelense |
| CD Marathón      | 2 - 1     | Aurora F.C.      |
| L.D. Alajuelense | 1 - 1     | Aurora F.C.      |
| C.D. Olimpia     | 2 - 1     | CD Marathón      |

- L.D. Alajuelense e C.D. Olimpia avanzano al Quarto turno.

### Quarto turno

#### Nord/Centro
| Squadra 1        | Totale | Squadra 2        | Andata | Ritorno |
| ---------------- | ------ | ---------------- | ------ | ------- |
| C.D. Olimpia     | 2 - 1  | Cruz Azul        | 0 - 0  | 2 - 1   |
| L.D. Alajuelense | w/o*   | Monarcas Morelia |        | {{{7}}} |

- Monarcas Morelia squalificata.*
- C.D. Olimpia e L.D. Alajuelense avanzano alle Semifinali CONCACAF.

## Caraibi

### Primo turno
Partite e risultati ignoti:
 Zenith
 SV Robinhood
 Sion Hill
 Cardinals FC
| Squadra 1              | Totale | Squadra 2               | Andata | Ritorno |
| ---------------------- | ------ | ----------------------- | ------ | ------- |
| RKSV Centro Dominguito | 1 - 3  | Gauloise De Basse-Terre | 1 - 1  | 0 - 2   |
| Seba United            | 5 - 2  | UNDEBA                  | 3 - 0  | 2 - 2   |
| Club Franciscain       | 2 - 4  | Defence Force           | 2 - 2  | 0 - 2   |
| Trintoc                | 1 - 2  | Excelsior (Schoelcher)  | 1 - 1  | 0 - 1   |
| SV Leo Victor          | 2 - 3  | ASL Sport Guyanais      | 2 - 1  | 0 - 2   |

### Secondo turno
Partite e risultati ignoti:
 Gauloise De Basse-Terre
 Seba United
 ASL Sport Guyanais
| Squadra 1    | Totale | Squadra 2              | Andata | Ritorno |
| ------------ | ------ | ---------------------- | ------ | ------- |
| Zenith       | 3 - 5  | SV Robinhood           | 3 - 1  | 0 - 4   |
| Sion Hill    | 1 - 7  | Excelsior (Schoelcher) | 1 - 3  | 0 - 4   |
| Cardinals FC | 0 - 1  | Defence Force          | 0 - 0  | 0 - 1   |

- I risultati dei successivi turni ignoti;
Robin Hood e Defence Force avanzano alle Semifinali CONCACAF.

## CONCACAF Finali

### Semifinali
| Squadra 1    | Totale | Squadra 2        | Andata | Ritorno |
| ------------ | ------ | ---------------- | ------ | ------- |
| C.D. Olimpia | 2 - 1  | L.D. Alajuelense | 1 - 1  | 1 - 0   |
| SV Robinhood | 0 - 2  | Defence Force    | 0 - 0  | 0 - 2   |

### Finale
| Puerto Cortés 19 dicembre 1988                    | Olimpia   | 2 – 0 | Defence Force | Estadio Excelsior |
| \| \| \| \| \| Espinoza Flores \| Marcatori \| \| |           |       |               |                   |
|                                                   |           |       |               |                   |
| Espinoza Flores                                   | Marcatori |       |               |                   |

| Tegucigalpa 2 dicembre 1988                        | Defence Force | 0 – 2            | Olimpia | Estadio Nacional |
| \| \| \| \| \| \| Marcatori \| Contreras Flores \| |               |                  |         |                  |
|                                                    |               |                  |         |                  |
|                                                    | Marcatori     | Contreras Flores |         |                  |

## Campione
| CONCACAF Champions' Cup 1988 Campioni |
| ------------------------------------- |
| Honduras (bandiera)                   |
| C.D. Olimpia Secondo Titolo           |